# Mormonia hinda
Mormonia hinda är en fjärilsart som beskrevs av French 1881. Mormonia hinda ingår i släktet Mormonia och familjen nattflyn. Inga underarter finns listade i Catalogue of Life.